# (4807) Noboru
(4807) Noboru est un astéroïde de la ceinture principale.

## Description
(4807) Noboru est un astéroïde de la ceinture principale. Il fut découvert le 10 janvier 1991 à Oizumi par Takao Kobayashi. Il présente une orbite caractérisée par un demi-grand axe de 2,33 UA, une excentricité de 0,21 et une inclinaison de 0,5° par rapport à l'écliptique.